# 國立波士尼亞與赫塞哥維納博物館

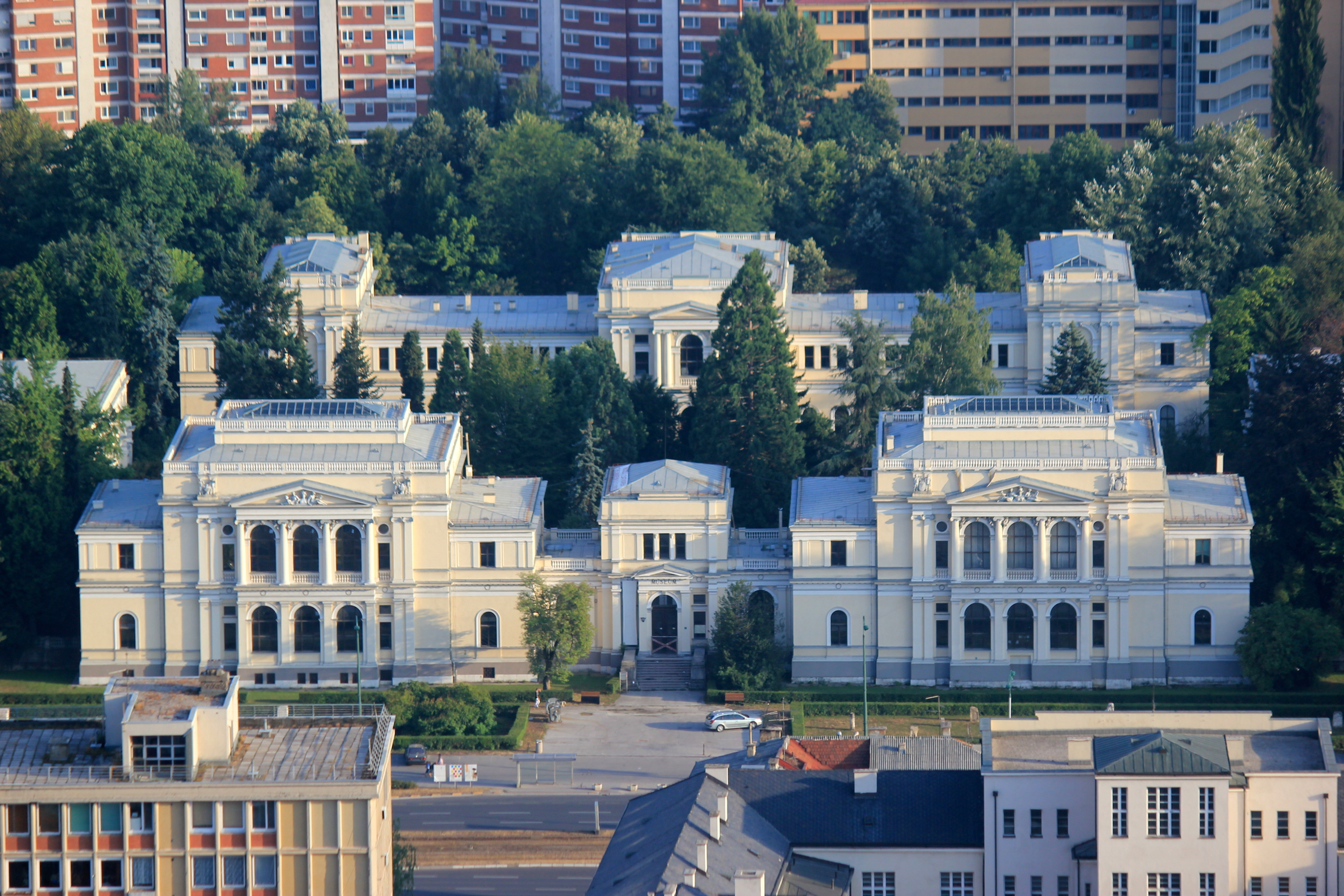
國立波士尼亞與赫塞哥維納博物

國立波士尼亞與赫塞哥維納博物館（Zemaljski Muzej Bosne i Hercegovine）是位於波士尼亞與赫塞哥維納首都塞拉耶佛市中心的一座博物館，成立於1888年。1913年，博物館的建築得到擴建。新建的建築外觀為義大利文藝復興式建築，分為四個展覽區。在波士尼亞戰爭期間，博物館遭到破壞。現在已得到修復並重新開放參觀。

## 外部連結
- National Museum of Bosnia and Herzegovina website*（页面存档备份，存于）
- Digital Catalog of the National Museum of Bosnia and Herzegovina（页面存档备份，存于）

43°51′16″N 18°24′09″E / 43.8545°N 18.4025°E